# Bescherming
Als bescherming duidt men maatregelen aan, die een te beschermen object of persoon voor de gevolgen voor een gevaar behoeden. Zo beschermen dijken het erachter liggende land tegen overstroming, en een zonnebrandcrème beschermt degene die ermee is ingesmeerd tegen zonnebrand.
Bij monumentenzorg spreekt men over “beschermd” bouwkundig of ander erfgoed. In Vlaanderen wordt ook wel de term “geklasseerd” gebruikt, een letterlijke vertaling van de Franse term “biens classés”.
In de in de politiek geperverteerde betekenis kan de aanduiding "bescherming" of protectoraat ook als voorwendsel gebruikt worden, om de vrijheid van een persoon of land te beperken.